# 브린 (래퍼)
브린(영어: Bryn, 본명: 최란, 1998년 2월 26일 ~ )은 대한민국의 여성 래퍼이다. 붐뱁 스타일 위주의 랩을 하다 2017년 Oh, i 라는 노래에서부터 새로운 스타일을 선보이며 그 이후로 트랩비트에 싱잉랩 스타일 위주의 랩을 선보이고 있다. 또한 2019년 《Show Me The Money 8》에 출연하여 본선 8강까지 진출하였다.

## 디스코그래피

### 미니 앨범 (EP)
| 앨범 번호 | 앨범 타이틀    | 발매일           |
| --------- | -------------- | ---------------- |
| 1         | 《Q》          | 2018년 9월 6일   |
| 2         | 《VELVETMOTH》 | 2020년 8월 27일  |
| 3         | 《SILKMOTH》   | 2020년 11월 13일 |

### 싱글 (Single)
| 앨범 번호 | 앨범 타이틀   | 발매일           |
| --------- | ------------- | ---------------- |
| 1         | 《HAZY CITY》 | 2018년 8월 8일   |
| 2         | 《Ran Out》   | 2018년 12월 14일 |
| 3         | 《Yankee》    | 2019년 5월 8일   |
| 4         | 《LILLY》     | 2019년 10월 7일  |
| 5         | 《RUNAWAY》   | 2019년 11월 25일 |
| 6         | 《U》         | 2020년 3월 13일  |

## 출연 작품

### 방송
- 《Show Me The Money 6》 (2017년) - 참가자 (2차 예선 탈락)
- 《배워서 남줄랩 (시즌 2)》 (2018년) - 고정
- 《Show Me The Money 777》 (2018년) - 참가자 (2차 예선 탈락)
- 《Show Me The Money 8》 (2019년) - 참가자 (본선 8강 탈락)
- 《고등래퍼 4》 (2021년) - 게스트 심사위원 (7화)